# Kościół św. Stanisława Kostki w Brzegach
Kościół św. Stanisława Kostki – katolicki kościół filialny znajdujący się w Brzegach (gmina Krzyż Wielkopolski). Należy do salwatoriańskiej parafii Najświętszego Serca Pana Jezusa w Krzyżu. 
Ceglana świątynia powstała w drugiej połowie XIX wieku. Poświęcona jako katolicka 15 sierpnia 1945. 

## Otoczenie
Obok świątyni stała dzwonnica z 1881 ufundowana przez dawnych mieszkańców wsi jako wotum za uratowanie przed zarazą. Zastąpił ją betonowy obiekt z 1987. Przy kościele znajduje się kapliczka maryjna na dawnym postumencie z kamieni polnych oraz dawny cmentarz ewangelicki z licznymi zachowanymi nagrobkami (m.in. rodziny Sander).

## Galeria

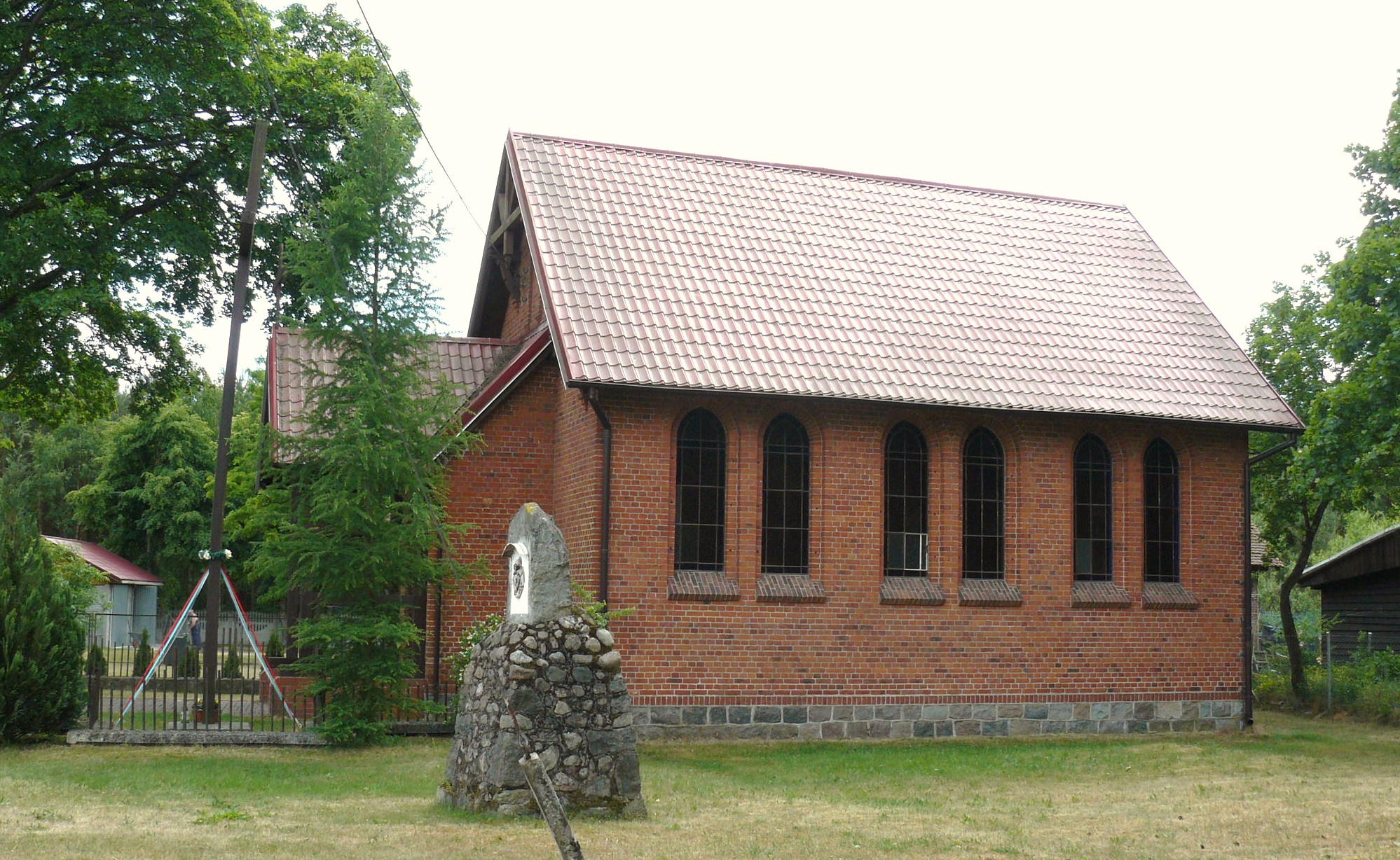
Elewacja boczna
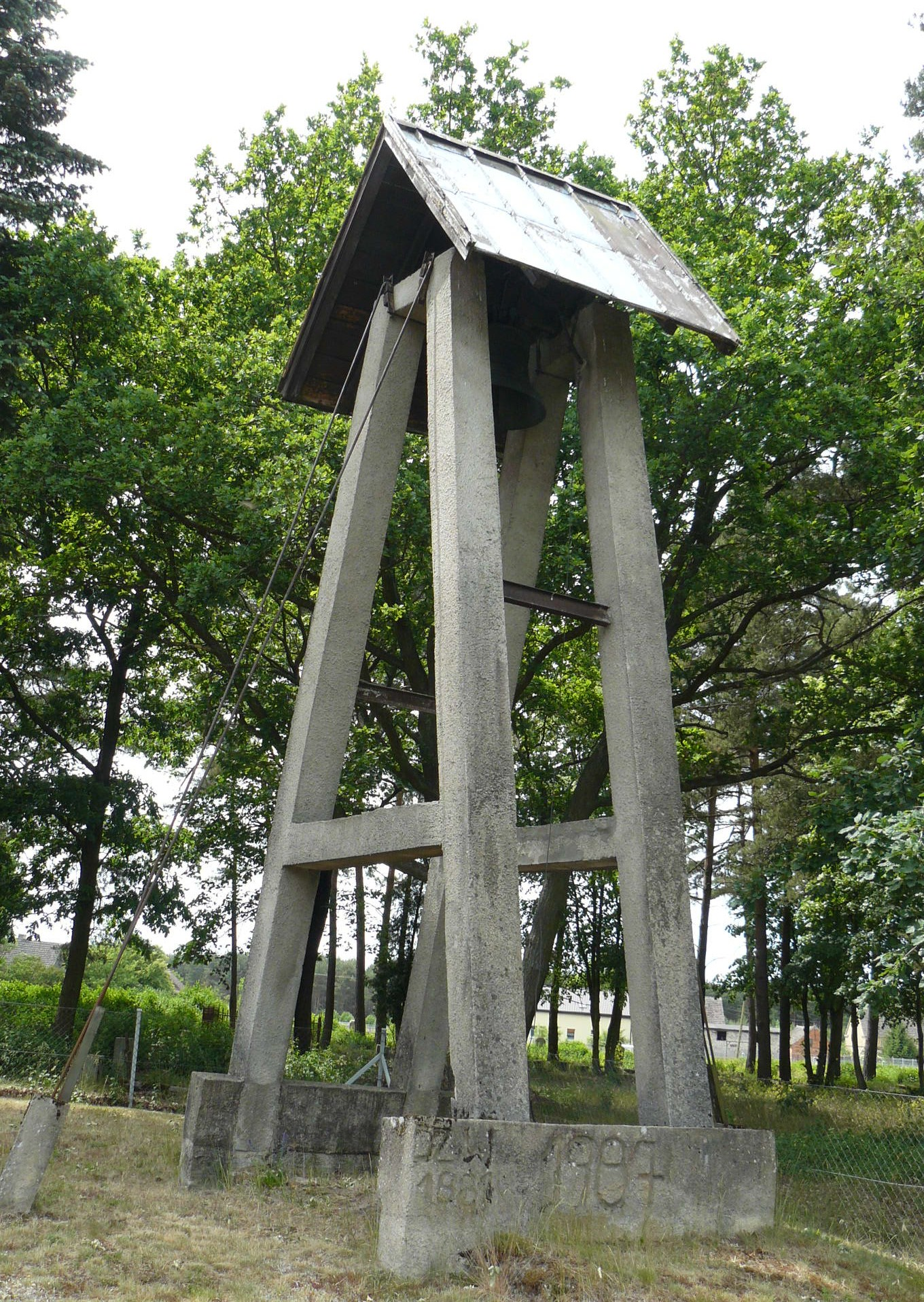
Dzwonnica
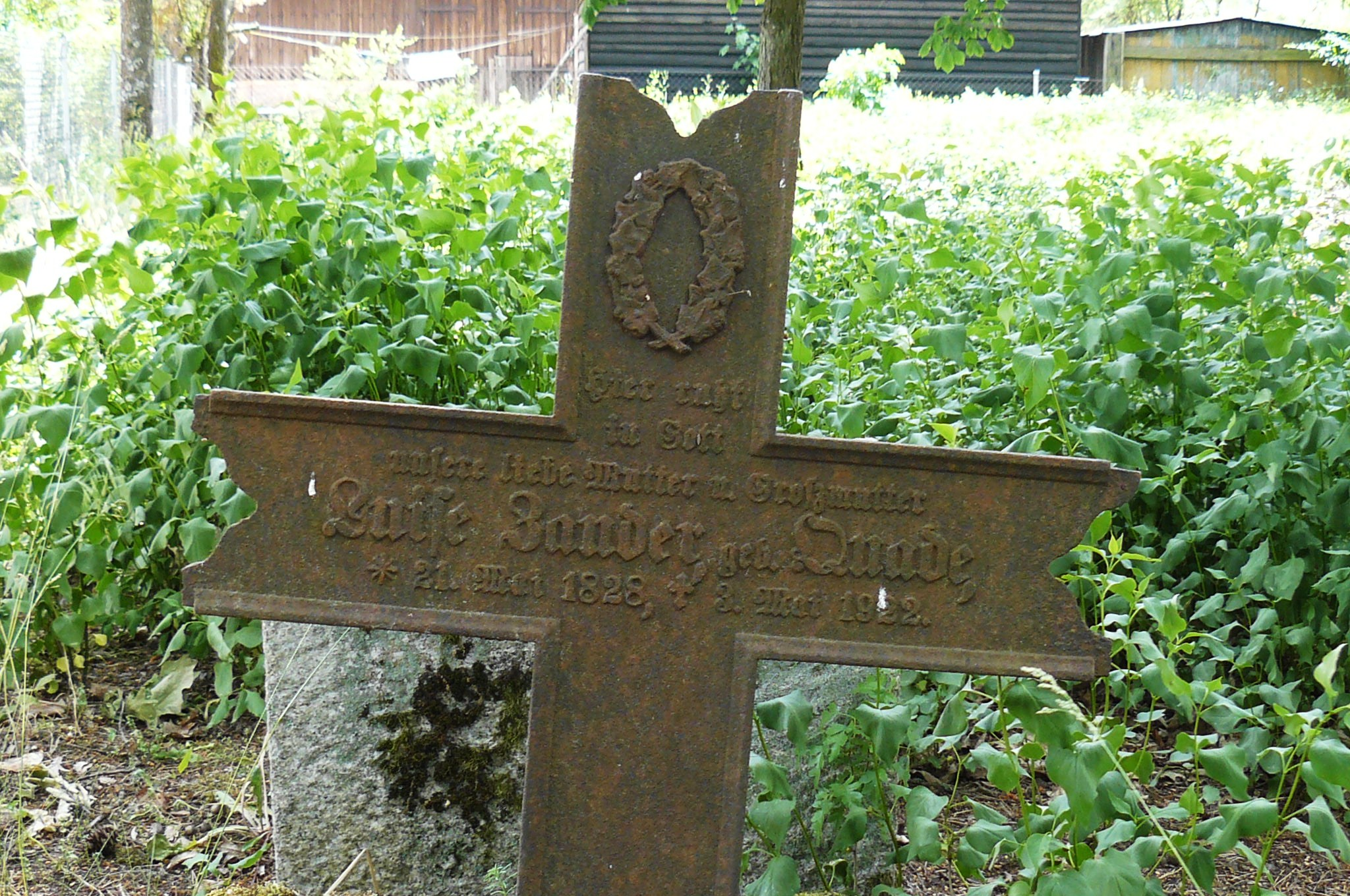
Grób Luise Sander